# Долна Мелна
Долна Мелна е село в Западна България. То се намира в община Трън, област Перник.

## География
Село Долна Мелна се намира на източните склонове на връх Било в планината Кървав камък, край бреговете на реките Мелънщица и Поломщица. Надморската височина е от 900 до 1200 м. Отдалечено е на 22 км югоизточно от гр. Трън. Пътят (не шосе) за Трън е много лош, а пътят на юг към кюстендилските села е почти непроходим за обикновен автомобил.
Името е дошло от водните мелници, разполагани по поречията.
Състои се от махалите Алавойдинци, Антинци, Аризановци, Банковци, Божиловци, Борче, Бърдаре, Будимовци, Величковци, Вукаре, Гининци, Долинци, Жубреновци, Йовановци, Йовичинци, Кръстенци, Милкинци, Найденовци, Пищалци, Полом, Прибой, Радетковица, Скробаре, Средобърдинци, Тасковци, Чаушовци, Церов дол и Шейтаница.
По време на османската власт е имало неуспешен опит селото да бъде събрано на едно място. Землището му се простира от планината Кървав камък до землището на с. Лева река на изток. Граничи със селата: Горна Мелна, Къшле, Шипковица, Дълга лука, и Лева река.
Основните води са на реките Мелънщица и Поломщица. Техни притоци са Прибой, Нишан, Света Петка и Калугерски дол.
За землището са характерни следните имена на местности: Церов дол, Бугарица, Калугерски дол, Владичина падина, Сухаревица, Турско усое, Турска ливада, Горунье, Кървав камък, Равна шиба, Червена гора.
Към 1945 г. селото е имало 4944 дка ниви, 1836 дка ливади, 965 дка пасища, 1560 дка гори и 60 дка градини. Основно са се отглеждали овце. През 1942 г. в селото се наброяват: 365 говеда, 30 коня, 1764 овце, 22 кози, 230 свине и 650 птици. Основен поминък са давали земеделието, скотовъдството, занаятчийството и особено строителството (дюлгерство).
В началото на ХХ век селището се оформя като търговско средище за околните села с 5 кръчми и 6 – 7 бакалии. Търгувало се е с добитък, кожи, дърва и дървен материал. Имало е работилници на колари, ковачи, воденичари, бичкиджии, шивачи, кацари и др. Срещали са се и наемни работници в стопанствата (кираджии). Слабото зърнопроизводство, поради суровия климат и надморската височина, е налагало да се купува зърно от гара Земен.

## История
Името на селото се открива в турски документи - споменато е като Долне Иммелне, Долна Имелна, Долня Иммелна в 1576 г., Долна Химелна в 1605 г., Долна Мелна в 1878 г. Съгласно регистъра на Кюстендилския санджак от 1570 г. село Долно Темелино е спадало към нахия (околия) Сирищник в Горно Краище и е тимар на Махмуд Худаверди. Тогава в селото е имало 80 семейства, 70 неженени мъже и 2 вдовици. Джадията (данъка) на селото към местния спахия бил 7492 акчета на година. Според списъка на животновъдите в кааза Радомир от 1576 г. Долна Имелна има трима такива „джелеп кешани“, които са доставяли на султанския двор 150 овце.
В Сръбско-турската война, четата на Гроздан Насалевски участва в боевете в Берковския Балкан. Тежко ранен е войводата Гроздан. Четници от селото са: Спас Богданов, Спас Станоев, Анто Кръстев, Петър Михайлов и Илия Иванов.
Във войните 1912 – 1918 г. от Долна Мелна са загинали 31 войници, а през Втората световна война 3-ма бойци и 2-ма партизани. Селяните се включват активно в антифашистката съпротива. От Долна Мелна излизат 13 партизани и много ятаци – цели семейства. В центъра на селото е издигнат паметник на загиналите във войните и антифашистката борба.
Населението на селото е нараствало до 1934 г., но след това започва да намалява поради изселвания. По данни от преброяванията през вековете то е варирало, както следва:
| Години | 1881 | 1888 | 1900 | 1910 | 1920 | 1934 | 1946 | 1965 | 1982 | 1992 | днес |
| жители | 488  | 556  | 717  | 926  | 944  | 1166 | 1073 | 353  | 150  | 74   | ~30  |

## Религии
В селото религията е една – източно-православно християнство. Открити са християнски гробове в м. Калугерски дол редом със селище и некропол от ранното Средновековие, а в местността Прибой има култово съоръжение „Паниче“ - издълбана в скалата паничка, през която тече вода. В Долна Мелна е построен манастирът „Св. Богородица“ в местността Църквището. Предполагаемата му дата е от средните векове, най-вероятно след приемане на християнството.
Селската черква (цръква) „Св. св. Петър и Павел“ е построена в началото на 19 век. Намира се в центъра на селото. Църквата е занемарена - няма ограда, обрасла е в храсти и трънаци.

## Обществени институции
Долна Имелна е било център на община през 1879-1905 г., от 1920-1934 г. и от 1946-1969 г. В общината са влизали още Горна Мелна, Дълга лука, Шипковица и Къшле. През останалите години селото се е водило към община Лева река.

## Редовни събития
Съборът на с. Долна Мелна е втората събота на юли.